# تیکسوکورتول پیوالات
تیکسوکورتول پیوالات (به انگلیسی: Tixocortol pivalate) با فرمول شیمیایی C۲۶H۳۸O۵S یک ترکیب شیمیایی با شناسه پاب‌کم ۱۵۰۵۲۴۱۴ است. که جرم مولی آن ۴۶۲٫۶۴ g/mol می‌باشد. 